# Joseph Adalbert von Desfours
Joseph Adalbert von Desfours (tschechisch Josef Vojtěch, hrabě Desfours; * 25. April 1734 in Prag; † 5. Juni 1791 ebenda), kaiserlich-königlicher Hauptmann, kaiserlich-königlicher Kämmerer und bis 1789 böhmischer Appellationsrat, war von 1786 bis 1791 Grundherr der ostböhmischen Herrschaft Nachod.

## Leben
Joseph Adalbert entstammte dem böhmischen Adelsgeschlecht Desfours. Seine Eltern waren Graf Albrecht Maximilian Desfours (1708–1748) und Ludmila Maximiliane Piccolomini d’Aragona (1703–1768), eine Tochter des Herzogs Lorenzo Piccolomini. Am 15. Juni 1766 vermählte sich Joseph Adalbert mit der Gräfin Marie Anna Desfour du Mont et Athienville (1734–1803). Die Ehe blieb kinderlos.
Nach dem Tod seiner Mutter Ludmila 1768 hatte Joseph Adalbert Studnitz geerbt, an das sie nach dem Tod ihres Bruders Giovanni Venceslao Piccolomini 1742 testamentarisch gelangt war. Es war ein Allod, das nicht zum Familienfideikommiss der Herrschaft Náchod gehörte, so dass es frei vererbt werden konnte.
Nachdem der Familienzweig der Piccolomini-Todeschini mit Herzog Giuseppe Parille Piccolomini 1783 im Mannesstamm erlosch, machte Joseph Adalbert als Enkel des Herzogs Lorenzo Piccolomini seinen Anspruch auf den Familienfideikommiss Náchod geltend. Da auch Ettore Pignatelli Tagliavia d’Aragona Cortés (1742–1800), Herzog von Monteleone, der mit Anna Maria, einer Schwester des Herzogs Giuseppe Parille Piccolomini verheiratet war, an das Erbe gelangen wollte, kam es zu einem mehrjährigen Erbstreit, der schließlich 1786 zu Gunsten Joseph Adalberts entschieden wurde. Durch die Auseinandersetzungen um das Erbe war die Herrschaft Náchod, die seit dem 24. Juli 1783 vom Verweser Jan Václav Kratochvíl verwaltet wurde, wirtschaftlich vernachlässigt und mit großen Schulden beschwert. Diese wurden während der Regentschaft von Joseph Adalbert noch vermehrt. Nach dessen Tod 1791 konnte sein Verwandter Franz Anton von Desfours (František Antonín, hrabě Desfour) die hinterlassenen Schulden nicht begleichen, so dass der gesamte Besitz versteigert werden musste. Auf diesem Wege gelangten Schloss und Herrschaft Náchod am 13. September 1792 an den kurländischen Herzog Peter von Biron.